# 서드 데이
서드 데이(Third Day)는 미국의 크리스천 록 밴드이다.